# Take It From Me
Take It From Me is het tweede album van Stan Van Samang. Het album werd uitgebracht op 23 januari 2009 en de hoogste positie die het album haalde in de Ultratop 100 Albums was de vijfde plek.
Van het album kwamen drie singles uit: This Time, I Didn't Know en Brand New Start.

## Tracklist
1. "This Time" (Stan Van Samang, I. Mank, H. Francken) - 3:58
2. "Maybe Today" (Stan Van Samang, Kit Hain, R. Vanhuffel) - 3:03
3. "Breeze" (Stan Van Samang, Vincent Pierins, P. Tate) - 3:52
4. "I Didn't Know" (S. Ellis, S. Solomon) - 3:41
5. "Simple Life" (Stan Van Samang, Kit Hain) - 3:08
6. "Brand New Start" (L. Buse, J. Swinnen) - 3:16
7. "Love Is" (Kit Hain) - 4:18
8. "Invisible" (Stan Van Samang, Koen Buyse) - 4:02
9. "Some Of Us"  FEAT. BJ SCOTT (Stan Van Samang, Eric Melaerts, BJ Scott) - 4:12
10. "Second Hand Life" (Stefaan Fernande, Luca Chiaravalli) - 3:13
11. "Caught In The Middle" (L. Buse, R. Schillebeeckx) - 3:48
12. "Take It From Me" (Stan Van Samang, B. Neuwirth, W. Van Lierde) - 2:56

Bonustrack iTunes
1. "Break It All Down" - 3:07